# ZTAB
ZTAB (Ze Text Adventure game Builder) est un logiciel gratuit fonctionnant principalement sous Windows permettant de créer des jeux d'aventure textuels, des histoires interactives et des livres dont vous êtes le héros, sans aucune notion de programmation.

## Langues supportées
ZTAB supporte les langues française et anglaise.
La documentation d'utilisation est aussi disponible en anglais et en français.

## Fonctionnalités
ZTAB se décline en deux outils : ZTAB Editor et ZTAB Player.
Les aventures créées par ZTAB Editor peuvent contenir des textes, des sons et des images composées, le tout étant stocké dans un seul fichier au format ZTB lisible par ZTAB Player.
L'édition se fait visuellement par l'intermédiaire d'un graphe d’enchaînements d'actions et de faits et souligne les erreurs de structuration au fil de l'édition.
Il est possible de rajouter des conditions afin de dynamiser l'aventure en fonction des choix effectués précédemment, ou de regrouper ensemble des faits (par exemple des actions effectuées dans un même lieu) 
ZTAB permet aussi de créer ou d'enrichir l'aventure tout en y jouant.
Il permet de générer :
- des livres dont vous êtes le héros aux formats Microsoft Word (RTF), PDF, ou EPUB.
- des jeux jouables sur un logiciel dédié (ZTAB Player) ou sur un navigateur[5] (format HTML[6]).

Les générations sont personnalisables, par exemple pour modifier l'affichage ou ajouter des fonctionnalités supplémentaires des jeux HTML.
Il peut importer des aventures réalisées à partir des logiciels Twine, Quest, Ren'Py ou Advelh, ou aussi exporter vers ces logiciels.

## Licence etconfiguration requise
ZTAB est gratuit sous licence Creative Commons v3.0 et fonctionne essentiellement sous Windows mais peut aussi s'exécuter sous Linux via le logiciel Wine 